# مدار ال‌سی
مدار ال‌سی (به انگلیسی: LC circuit)  که به آن مدار تانک یا مدار تشدید یا مدار هماهنگی نیز گفته می‌شود، مداری است که شامل سلف و خازن است. از این مدار می‌توان به‌عنوان تشدیدگر استفاده کرد که در فرکانس تشدید، تشدید می‌شود. 

این مدار را می‌توان به عنوان یک مدار آرال‌سی سری در نظر گرفت که مقاومت در آن صفر است.

نمودار مدار ال‌سی
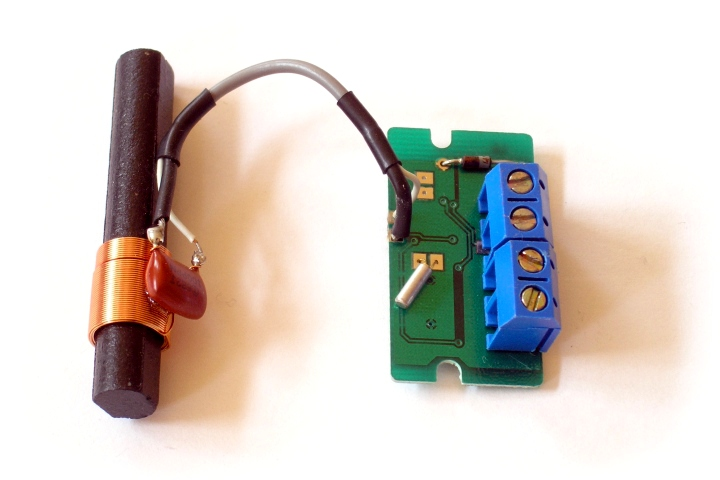
مدار LC (سمت چپ) متشکل از سیم‌پیچ فریت و خازن مورد استفاده به عنوان مدار هماهنگی در گیرنده برای ساعت رادیویی
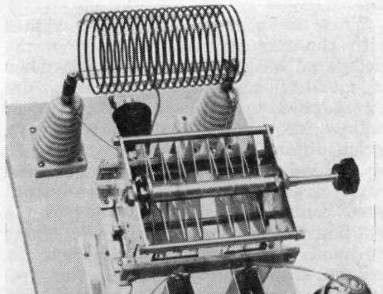
مدار هماهنگی خروجی فرستنده رادیویی موج کوتاه

## نحوه کار

یک مدار تانک

فرض کنیم در ابتدا در شکل روبرو بارِ مثبت در صفحۀ C در خازن ذخیره شده‌ است و بار منفی در صفحۀ E. در این صورت، در خازن انرژی ذخیره شده‌ است و تمایل دارد که تخلیه شود. وقتی که تخلیه می‌شود، جریانی در مدار برقرار می‌شود. این جریان از سلف می‌گذرد، اما شاخصۀ سلف این است که تغییرات گسستۀ جریان در آن غیرممکن است، لذا جریان که قبل از این صفر بود، به‌آرامی زیاد می‌شود تا خازن تخلیه شود. همین که خازن تخلیه شد (دشارژ شد)، دیگر انرژی ندارد که برای ایجاد جریان به کار گیرد. در واقع، انرژی از خازن به سلف انتقال یافته‌ است و به‌صورت جریان در آن ذخیره شده‌ است. حال که خازن انرژی ندارد که جریان سلف را ادامه دهد، جریان آن شروع به کم شدن می‌کند تا این که صفر شود. وقتی جریان آن صفر شد، خازنِ شارژشده‌  و انرژی دوباره به خازن انتقال یافته‌است. این سیکل از نظر تئوری تا بی‌نهایت ادامه دارد. 
این مدار در الکترونیک مانند سیستم جرم و فنر در مکانیک است. همان‌طور که در این‌جا مقاومت وجود ندارد؛ اگر در آن سیستم هم اصطکاک وجود نداشته باشد، فنر دائما نوسان می‌کند و انرژی متناوبا به صورت جنبشی و پتانسیل در می‌آید. در این‌جا هَم انرژی متناوباً در سلف و خازن ذخیره می‌شود. 

## پدیدهٔ تشدید
تشدید زمانی اتفاق می‌افتد که یک مدار LC از یک منبع خارجی با فرکانس زاویه‌ای ω0 راه‌اندازی می‌شود که در آن راکتانس‌های القایی و خازنی از نظر بزرگی برابر هستند. فرکانسی که در آن این برابری برای مدار خاص برقرار است، فرکانس تشدید نامیده می شود. فرکانس تشدید مدار LC است
{\displaystyle \omega _{0}={\frac {1}{\sqrt {LC}}},}
که در آن L القاوری در هانری و C ظرفیت‌خازنی بر حسب فاراد است. فرکانس زاویه ای ω0 واحد رادیان در ثانیه دارد.
فرکانس معادل در واحد هرتز است
{\displaystyle f_{0}={\frac {\omega _{0}}{2\pi }}={\frac {1}{2\pi {\sqrt {LC}}}}.}